# مورونه، ایواته
مورونه، ایواته (به لاتین: Murone) یک منطقهٔ مسکونی در ژاپن است که در ناحیه توهوکو واقع شده‌است. مورونه ۵٬۸۸۶ نفر جمعیت دارد.